# James Plimsoll

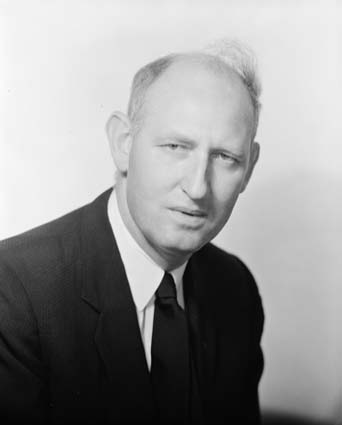
Plimsoll (1958)

James Plimsoll (* 25. April 1917 in Sydney, New South Wales; † 8. Mai 1987 in Hobart, Tasmanien) war ein australischer Diplomat und zuletzt bis zu seinem Tode Gouverneur von Tasmanien.

## Leben
Plimsoll studierte Wirtschaftswissenschaft an der Universität Sydney und schloss dieses Studium 1938 mit einem Bachelor (Bachelor in Economics). Danach war er als Ökonom bei der Bank of New South Wales tätig und absolvierte daneben ein weiteres Studium an der University of Sydney, das er 1941 mit einem Bachelor of Arts abschloss. 
Er leistete zwischen 1942 und 1947 seinen Militärdienst in der Armee Australiens und trat anschließend in den Diplomatischen Dienst ein. Internationale Anerkennung für seine diplomatischen Geschicke erwarb er während des Koreakrieges in den Jahren 1950 bis Ende 1952 als Repräsentant Australiens in der Kommission der Vereinten Nationen für die Wiedervereinigung und Rehabilitation von Korea (UN Commission for the Unification and Rehabilitation of Korea).
Nachdem er 1953 nach Australien zurückgekehrt war, wurde er Unterstaatssekretär (Assistent Secretary) im Ministerium für Auswärtige Angelegenheiten in Canberra, ehe er zwischen 1959 und 1963 Ständiger Vertreter bei den Vereinten Nationen in New York City war. Während dieser Zeit wurde er 1962 in den Adelsstand erhoben und führte fortan den Namenszusatz „Sir“. Anschließend war er von 1963 bis 1965 Hochkommissar in Indien.
Zwischen 1965 und 1970 war er als Staatssekretär im Außenministerium tätig und übernahm danach zahlreiche wichtige Posten als Botschafter und zwar zunächst von 1970 bis 1974 in den Vereinigten Staaten und danach von 1974 bis 1977 in der Sowjetunion sowie der Mongolischen Volksrepublik. Für seine Verdienste in der Diplomatie Australiens wurde er außerdem 1978 Companion des Order of Australia. Nach einer Verwendung als Hochkommissar im Vereinigten Königreich von 1980 bis 1981 war er zuletzt zwischen 1981 und 1982 Botschafter in Japan.
Anschließend war er vom 1. Oktober 1982 bis zu seinem Tod Gouverneur von Tasmanien.

## Auszeichnungen
- Commander of the Order of the British Empire
- Companion of the Order of Australia
- Knight of the Order of Saint John